# Kościół św. Antoniego Padewskiego w Przeźmierowie
Kościół św. Antoniego Padewskiego w Przeźmierowie – modernistyczny kościół parafialny, zlokalizowany w centrum Przeźmierowa, przy ul. Kościelnej 44 (róg Rynkowej).

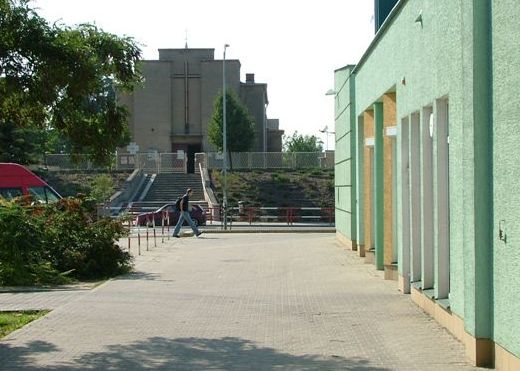
Stary kościół (rozebrany)

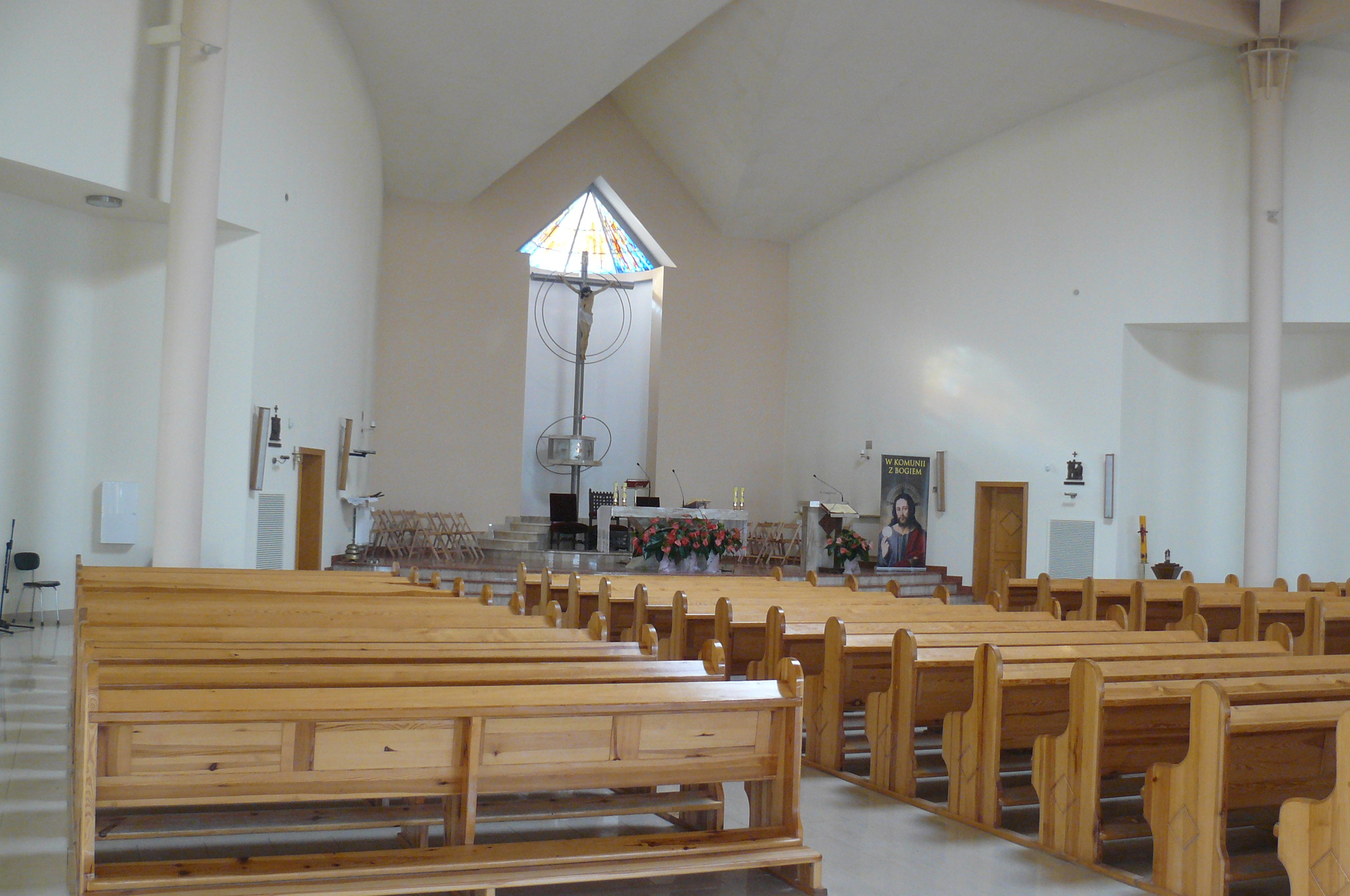
Wnętrze

Pierwotnie miejscowość należała do parafii w Lusowie. Po parcelacji lokalnego majątku Leona Plucińskiego, wieś przeżywała wzrost osadnictwa, a w związku z tym wzrastała konieczność zaspokojenie potrzeb religijnych wśród wiernych. Pluciński oddał jedną działkę na cele kościelne (1,1 ha). W 1932 zezwolono na budowę kościoła. Początkowo stanęła drewniana kaplica na prywatnej działce, czynna od czerwca 1937 (rejestrowano podówczas aktywność około trzystu parafian). Do II wojny światowej powstał tylko dom parafialny (poświęcony 8 grudnia 1938). Budowali go mieszkańcy Przeźmierowa, przy wsparciu finansowym właściciela pobliskiego Baranowa - Kawczyńskiego, wyznającego protestantyzm. Naziści, podczas wojny zawiesili działalność religijną w Przeźmierowie. Po wojnie, po dwukrotnym odrzuceniu petycji mieszkańców o utworzenie parafii (1947 i 1955), ze względu na szczupłość grona zainteresowanych (440 osób), ostatecznie erygowano wspólnotę w 1957. Parafię erygował abp Antoni Baraniak, a pierwszym proboszczem został mianowany ks. Edwarda Tomaszewskiego (od 1957 do 1971). Wszelkie prace budowlane i wyposażeniowe wykonywali parafianie ofiarowując przy tym różne przedmioty na rzecz parafii. Od 1971 parafię objął ks. Jan Szkopek, który podjął działania, mające na celu budowę nowej większej świątyni dla liczącej, w latach 90. XX wieku, ok. 5000 wiernych, parafii. W 1998 wydano pozwolenie na budowę. 13 listopada 2008 nowy kościół poświęcił abp Stanisław Gądecki. W sierpniu 2008 proboszczem parafii został ks. Tomasz Szukalski.